# Gnesta (comune)
Gnesta è un comune svedese di 10 358 abitanti, situato nella contea di Södermanland. Il suo capoluogo è la cittadina omonima.
La cittadina di Gnesta è stata location del film svedese Uomini che odiano le donne..

## Località
Nel territorio comunale sono comprese le seguenti aree urbane (tätort):
- Gnesta
- Björnlunda
- Stjärnhov

## Amministrazione

### Gemellaggi
- Saulkrasti
- Comune di Sundsøre